# Dulosi
La dulosi, detto anche schiavismo (dal greco δοῦλος (doulos), "schiavo"), è una tipica forma di parassitismo sociale facoltativo od obbligatorio delle formiche, presentantesi in differenti contesti e con livelli variabili di specializzazione, per cui le operaie di una società effettuano cicliche e cruente incursioni in colonie altrui per ridurre in schiavitù le operaie di un'altra specie simile, sfruttandone a proprio vantaggio l'attività lavorativa.

## Caratteristiche
Le specie schiavistiche o dulotiche hanno infatti evoluto l'abitudine a compiere spettacolari scorrerie ai danni di formicai limitrofi di un'altra specie strettamente affine (schiavismo interspecifico) o, al limite, anche della propria (schiavismo intraspecifico), allontanando, attaccando e, se necessario, uccidendo gli adulti residenti, per razziarne la prole o covata (soprattutto larve, pupe nude, pupe in bozzoli) e trasportarla al proprio nido. 
Qui la prole tutta, o la porzione di essa eventualmente non consumata poiché saccheggiata in eccesso, viene mantenuta e tollerata fino al completo sviluppo. Essa origina quindi dalle operaie ospiti, le schiave, che si comportano come membri effettivi della colonia parassita, accettando le schiaviste come sorelle adottive e interagiscono socialmente con loro, mettendosi a lavorare in favore delle nuove padrone, com'è dettato dalla loro programmazione genetica di operaie. Le schiave, infatti, svolgono pacificamente le ordinarie attività di mantenimento della colonia in cui sono nate, quali la cura della prole del parassita, l'edificazione e manutenzione del nido, la ricerca e la distribuzione del cibo anche per trofallassi e, se necessita, la difesa del territorio contro i nemici. 
Caratteristica di tutte le specie dulotiche obbligatorie, è poi la totale incapacità delle femmine neofecondate o regine a saper fondare una nuova colonia in modo indipendente, cioè a scavare da sole una cella e allevare in isolamento la prima covata, com'è fatto di abitudine dalle regine delle specie non parassite. La strategia dell'usurpazione di un nido limitrofo di un ospite è infatti il loro più economico ed immediato sistema per la realizzazione di una colonia schiavista.

Di contro, molto di rado, le operaie di quasi tutte le specie schiaviste si dedicano alle attività domestiche di foraggiamento, costruzione del nido e allevamento della prole. Ciò perché esse si sono talmente specializzate nel compiere razzie, che muoiono di fame se vengono private delle loro ospiti, ottime ed essenziali nutrici. Poiché le schiave, che fanno parte della casta delle operaie, non sono in grado di riprodursi, per riuscire a mantenere una sufficiente forza lavorativa le formiche dulotiche devono compiere periodicamente altre incursioni. In queste drammatiche circostanze poi, a volte, si nota come l'attaccamento sociale delle schiave alle schiaviste risulti così completo che esse addirittura affiancano le parassite nelle loro razzie e le assistono nello scavo e nella penetrazione nei nidi da saccheggiare, anche se le scorrerie sono condotte contro colonie della loro medesima specie o persino delle loro sorelle genetiche stesse.

## Casi particolari
Un caso particolare di dulosi è rappresentato dalla cosiddetta "eudulosi", secondo cui le operaie schiaviste prelevano con violenza dalle colonie attaccate gli individui adulti, trasportandoli nel proprio nido e direttamente incorporandoli nella forza lavoro della colonia parassita. 